# Mario Lanza
Mario Lanza pseudônimo de Alfred Arnold Cocozza (Filadélfia, 31 de janeiro de 1921 — Roma, 7 de outubro de 1959) foi um tenor norte-americano de ascendência italiana e astro de Hollywood.
Lanza iniciou seus estudos de canto aos 16 anos de idade. Após uma aparição no Hollywood Bowl em 1947, Lanza assinou extenso contrato com Louis B. Mayer, presidente da Metro-Goldwyn-Mayer, que assistiu a sua performance e ficou impressionado pelo seu talento. Pouco antes disto, Lanza havia realizado apenas duas performances de uma ópera. No ano seguinte, em 1948, contudo, assumiu o papel de Pinkerton na ópera Madama Butterfly, em Nova Orleães.
Seu filme de estreia, That Midnight Kiss, no qual contracenou com Kathryn Grayson e Ethel Barrymore, foi lançado em 1949. No ano seguinte, Lanza atingiu o sucesso com a canção popular "Be My Love", superando a marca de um milhão de cópias vendidas, algo até então inédito na carreira do artista. Em 1951, interpretou Enrico Caruso (1873–1921), seu ídolo de juventude e uma de suas maiores influências musicais, no filme biográfico The Great Caruso. No filme, Lanza interpreta a canção "The Loveliest Night of the Year", alcançando novamente a marca de um milhão de cópias.

## Biografia
Fez grande sucesso na década de 1940 e 50, principalmente por suas participações no cinema. Interpretou Enrico Caruso no cinema e fez apenas sete filmes, mas ganhou notoriedade mundial. 
Foi considerado o mais famoso tenor dos EUA, mas durante toda a carreira enfrentou problemas com o excesso de peso, o consumo de álcool e de barbitúricos. Influenciou vários cantores, tanto clássicos como populares, e o próprio Elvis Presley declarou em uma entrevista na década de 1970 que foi um dos seus maiores fãs.
A curta carreira de Lanza abarcou ópera, rádio, concertos, gravações e filmes. Foi o primeiro artista da RCA Victor ´Selo Vermelho, da qual recebeu um Disco de Ouro. Também foi o primeiro artista a vender 2,5 milhões de álbuns. Lanza inspirou a carreira de sucessivos cantores de ópera, inclusive Plácido Domingo, Luciano Pavarotti e José Carreras – Os Três Tenores – quando resolveram popularizar a ópera. Em 1994, o consagrado tenor José Carreras rendeu homenagem a Mario Lanza numa turnê de concertos por todo o mundo, tendo declarado "se sou cantor de ópera é graças a Mario Lanza".
Mário Lanza faleceu precocemente aos 38 anos de idade, no dia 7 de outubro de 1959, na Clínica Luigia, de Roma, vitimado por um infarto. O artista foi vítima de um ataque cardíaco, seguido de uma pneumonia dupla em agosto daquele ano. Após a morte, sua viúva, Betty Cocozza, mudou-se com os 4 filhos do casal para Hollywood, onde se suicidou com barbitúricos cinco meses depois.

## Filmografia
- That Midnight Kiss - 1949
- The Toast of New Orleans - 1950
- O Grande Caruso - 1951
- Because You're Mine - 1952
- The Student Prince - 1954
- Serenade - 1956
- Seven Hills of Rome - 1958
- For the First Time - 1959